# Costarina coma
Espèce
Costarina coma est une espèce d'araignées aranéomorphes de la famille des Oonopidae.

## Distribution
Cette espèce est endémique du département de Comayagua au Honduras,. Elle se rencontre à Comayagua et dans le parc national Cerro Azul Meambar.

## Description
Le mâle holotype mesure 1,97 mm et la femelle 2,18 mm.

## Étymologie
Cette espèce est nommée en référence au lieu de sa découverte, Comayagua.

## Publication originale
- Platnick & Dupérré, 2012 : The goblin spider genus Costarina (Araneae, Oonopidae), Part 1. American Museum Novitates, no 3730, p. 1-64 (texte intégral).